# Champoulet
Champoulet é uma comuna francesa na região administrativa do Centro, no departamento Loiret. Estende-se por uma área de 9 km². Em 2010 a comuna tinha 61 habitantes (densidade: 6,8 hab./km²).